# Henry Hastings (3e comte de Huntingdon)
Henry Hastings, 3e comte de Huntingdon, (vers 1535-14 décembre 1595) est un noble puritain anglais. Éduqué aux côtés du futur Édouard VI, il est brièvement emprisonné par Marie Ire, et plus tard considéré par certains comme un successeur potentiel d'Élisabeth Ire. Il s'oppose vivement au projet de mariage de Marie Stuart, avec le duc de Norfolk, et est chargé par Elizabeth de veiller à ce que la reine écossaise ne s'échappe pas au moment du soulèvement de 1569. Il est président du Conseil du Nord de 1572 jusqu'à sa mort en 1595.

## Jeunesse

### Éducation
Hastings est né à Ashby-de-la-Zouch, Leicestershire, le fils aîné de Francis Hastings (2e comte de Huntingdon), et Catherine Pole en 1535 ou 1536. Par sa mère, il descend de Georges Plantagenêt (1er duc de Clarence), qui est un frère du roi Édouard IV. Cela lui donne une certaine prétention au trône. Hastings est d'abord éduqué par des tuteurs privés dans son manoir familial. Né un an environ avant Édouard VI, Hastings rejoint le jeune prince dans ses études à l'invitation du roi. Il est formé par Richard Cox, John Cheke et Jean Belmain. Ils fournissent aux deux jeunes une éducation basée sur les principes de l'humanisme. En 1548, il passe une brève période au Queens' College de Cambridge, profondément influencé par le protestantisme évangélique qu'il rencontre à la cour et à l'université .

### Mariage et emprisonnement à la Tour de Londres
Son père est un allié politique de John Dudley (1er duc de Northumberland), et pour renforcer leur alliance, les deux hommes politiques arrangent le mariage de leurs enfants. Le 21 mai 1553, Henry est marié à Katherine Dudley, fille de Northumberland et de Jane Guildford.
En 1553, Édouard VI est mourant et son héritière désignée est sa cousine Lady Jane Grey, la belle-fille de Northumberland. Le règne de Jane ne dure que du 10 au 19 juillet 1553 jusqu'à ce que sa cousine Marie Ire d'Angleterre l'emporte. En raison de son alliance conjugale, Henry soutient Northumberland dans sa tentative de détourner la succession en faveur de Lady Jane Grey en juillet 1553, et lors du triomphe de Mary Tudor, il se retrouve incarcéré dans la Tour de Londres. Mary tente de se réconcilier avec la famille Hastings et bientôt ils sont à nouveau libres et par serment fidèle à elle.
Henry entre dans la maison de son grand-oncle le cardinal Reginald Pole et le suit dans ses visites de Calais, des Flandres et des monastères de Smithfield, Londres. Les deux hommes escortent le futur Philippe II d'Espagne des dix-sept provinces jusqu'au royaume d'Angleterre pour son mariage avec Marie. Malgré sa loyauté personnelle envers Mary et son grand-oncle, Hastings pratique le calvinisme et soutient financièrement ses croyances puritaines .

## Carrière politique

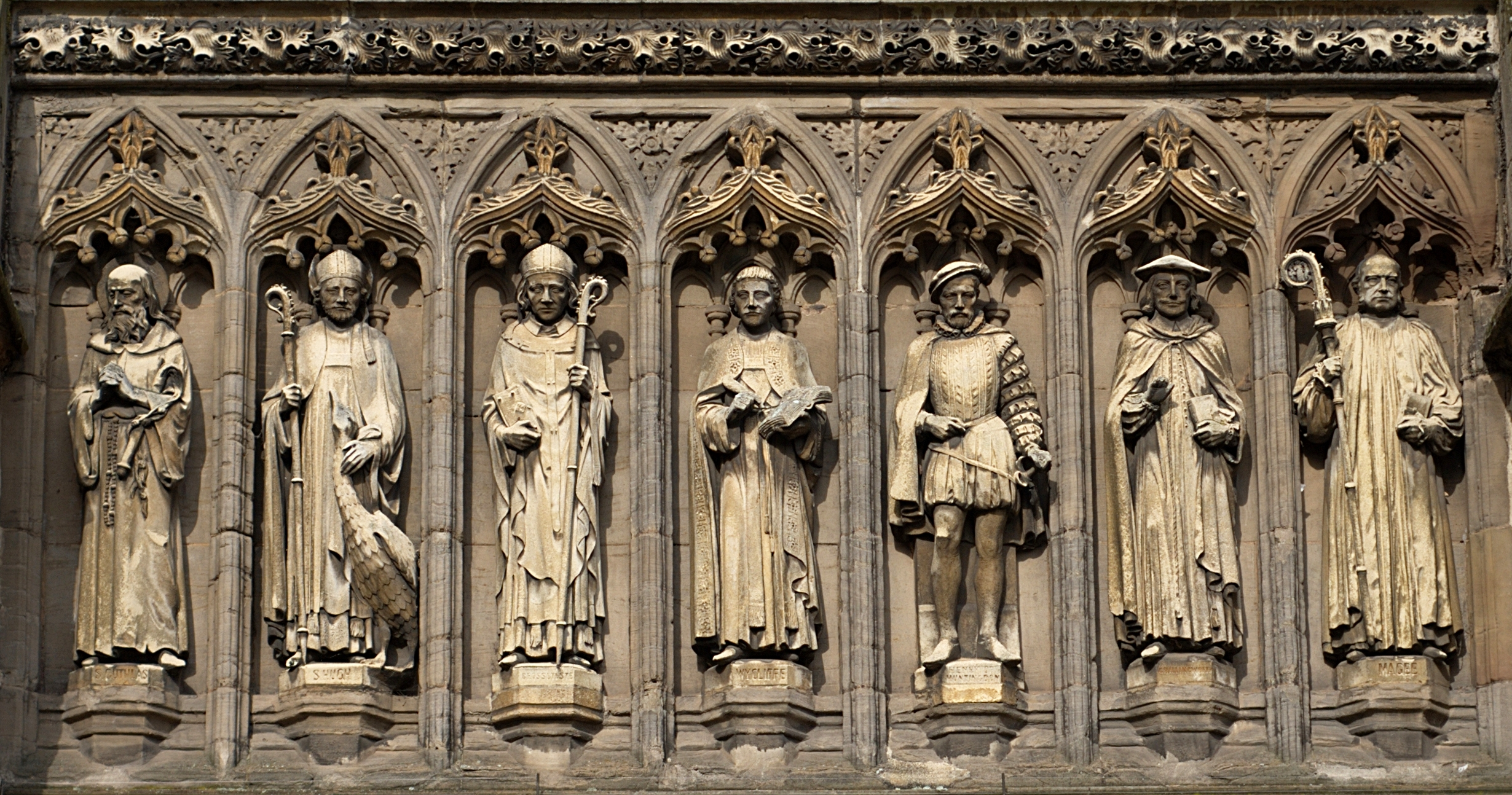
Détail du porche Vaughan de la cathédrale de Leiceste. Le comte de Huntingdon est le 3e en partant de la droite

Il est fidèle à Édouard VI, Jane et Marie Ire pendant leurs règnes respectifs et son père reste un homme politique influent. Lorsque Mary meurt sans enfant et est remplacée par sa jeune demi-sœur Élisabeth Ire en 1558, la nouvelle reine compte également sur la famille Hastings parmi ses partisans. Avec le deuxième comte, Lord Hastings reçoit une convocation aux lords lors du premier parlement d'Elizabeth, et assiste assidûment, étant présent (entre autres) à l'adoption des Actes de suprématie et d'uniformité au printemps 1559. Henry est nommé chevalier du bain par la nouvelle reine régnante.
Son père meurt le 25 janvier 1560 et Henry devient le troisième comte de Huntingdon. Il assume ainsi la responsabilité de sa mère veuve et de ses dix frères et sœurs.

### Montée au pouvoir retardée
Avec son éducation humaniste, son expérience de la vie de cour et un beau-frère, Robert Dudley, très apprécié de la nouvelle reine, Huntingdon aurait pu s'attendre à un avancement précoce. Cependant, à l'époque, peu de membres de la dynastie Tudor restent en vie et plusieurs descendants de l'ancienne maison royale anglaise de Plantagenet sont considérés comme des héritiers possibles du trône. Huntingdon fait partie de ces héritiers possibles et obtient un certain soutien, notamment de la part des protestants et des ennemis d'une autre prétendante, Mary, la reine d'Écosse. Huntingdon découvre bientôt que son ascendance yorkiste lui barre la route. En effet, lorsqu'Elisabeth tombe malade de la variole en octobre 1562, le groupe protestant le propose comme successeur potentiel et, bien qu'il fasse par la suite tout ce qui est en son pouvoir pour la convaincre de sa loyauté, la reine se montre par la suite très lente à l'employer à l'extérieur de son comté natal du Leicestershire .

### Président du Conseil du Nord
Cependant, il lui est toujours utile. Pendant trois mois lors du soulèvement du nord à l'automne 1569, il aide George Talbot (6e comte de Shrewsbury) à déplacer la reine écossaise de Wingfield Manor à Tutbury. Il est plus tard l'un des pairs à son procès en 1586. Elizabeth reconnait officiellement son service en le créant chevalier de la Jarretière en avril 1570 aux côtés de William Somerset (3e comte de Worcester), et à partir de cette époque semble l'avoir considéré comme un candidat à la promotion . La rébellion des comtes démontre l'inefficacité de Thomas Radclyffe (3e comte de Sussex) en tant que président du conseil du nord, en 1572 Huntingdon est nommé président du conseil du nord. Tout au long de la période, le nord de l'Angleterre sert de zone tampon contre l'Écosse, toujours dans un état très instable après la fuite de Mary.
Il est important et actif dans les préparatifs de 1588 pour l'invasion espagnole.

## Dernières années
S'étant rendu au nord de Newcastle pour superviser les rassemblements à l'automne 1595, Huntingdon prévoit de rejoindre sa femme à la cour pour Noël. À son retour à York à la fin de novembre, cependant, il tombe malade avec de la fièvre et y meurt le 14 décembre 1595 . À la cour, Elizabeth fait tout son possible pour réconforter sa veuve, même si elle n'a pas fait grand-chose pour atténuer les dettes. Sans enfant, Huntingdon a élevé Francis Hastings, le fils aîné de son frère, George Hastings (4e comte de Huntingdon), comme son héritier, l'envoyant pour un temps à Genève. Le fils de Francis, Henry, âgé de dix ans, est élevé dans la maison de son grand-oncle à York en 1595. Comme son frère est mort intestat, George, quatrième comte de Huntingdon, essaie d'éviter de prendre en charge l'administration de sa succession, mais la reine insiste pour que Huntingdon reçoive des funérailles proportionnées à son rang, et il est enterré avec son neveu, Francis, qui ne lui survit que trois jours, à l'église Sainte-Hélène, Ashby-de-la-Zouch, le 26 avril 1596.
Un portrait de Huntingdon en armure daté de 1588 est maintenant accroché dans la tour. Huntingdon est responsable de la compilation d'une histoire élaborée de la famille Hastings, dont une copie manuscrite est maintenant au British Museum.

## Sources
- Claire Cross, Puritan Earl 3rd Earl of Huntingdon, Palgrave Macmillan Limited, 1966 (ISBN 978-1-349-00090-6, OCLC 1084422747)